# Écotron
Un écotron, est un dispositif expérimental et instrumenté en écologie qui permet simultanément de conditionner l’environnement d’écosystèmes naturels, simplifiés ou complètement artificiels et de mesurer des processus générés par les êtres vivants présents dans ces écosystèmes, notamment les flux de matière et d’énergie. Son principe est de confiner les écosystèmes dans des enceintes totalement ou partiellement étanches (i.e. étanche en matière mais pas en énergie) aptes à générer une gamme de conditions physiques et chimiques appliquées sur des écosystèmes terrestres ou aquatiques, continentaux ou marins. Le contrôle environnemental et les mesures en temps réel sont suffisamment précis pour permettre de tester des hypothèses ou des modèles de fonctionnement. À cet effet, les enceintes sont dotées d’un appareillage important permettant de mesurer en continu des flux, des états ou des caractéristiques biologiques. D’autres mesures ponctuelles, in situ et ex situ, sur des échantillons prélevés complètent ces mesures en ligne. Un nombre suffisant d’enceintes de confinement, indépendantes, est nécessaire pour assurer l’étude de plusieurs facteurs en interaction, dans un cadre d’inférence statistique. 
Selon les cas, on parle de macrocosme quand l'espace est assez grand pour étudier plusieurs m3 d'écosystème reconstitué durant un pas de temps se mesurant généralement en années (3-5 ans ou plus par exemple), de microcosme pour des volumes se mesurant en décimètres cubes (étude d'écosystèmes fongiques, bactériens, du sol, etc.) et de mésocosme pour les situations intermédiaires.

## Missions
Les Ecotrons sont conçus pour que les chercheurs puissent contrôler certains paramètres du milieu et également mesurer avec grande précision sur des pas de temps significatifs certains flux et les réponses biologiques et écologiques à une modification d'un ou plusieurs des paramètres contrôlables,. Les Ecotrons bénéficient d'un label Très Grande Infrastructure de Recherche (TGIR) du Ministère de la Recherche et du CNRS depuis 2009. Ils servent la communauté de recherche des écologues, des sciences agronomiques, de la biologie de l'évolution et des organismes, mais aussi des sciences de l'atmosphère et de la planète. 

## Exemple

### En France

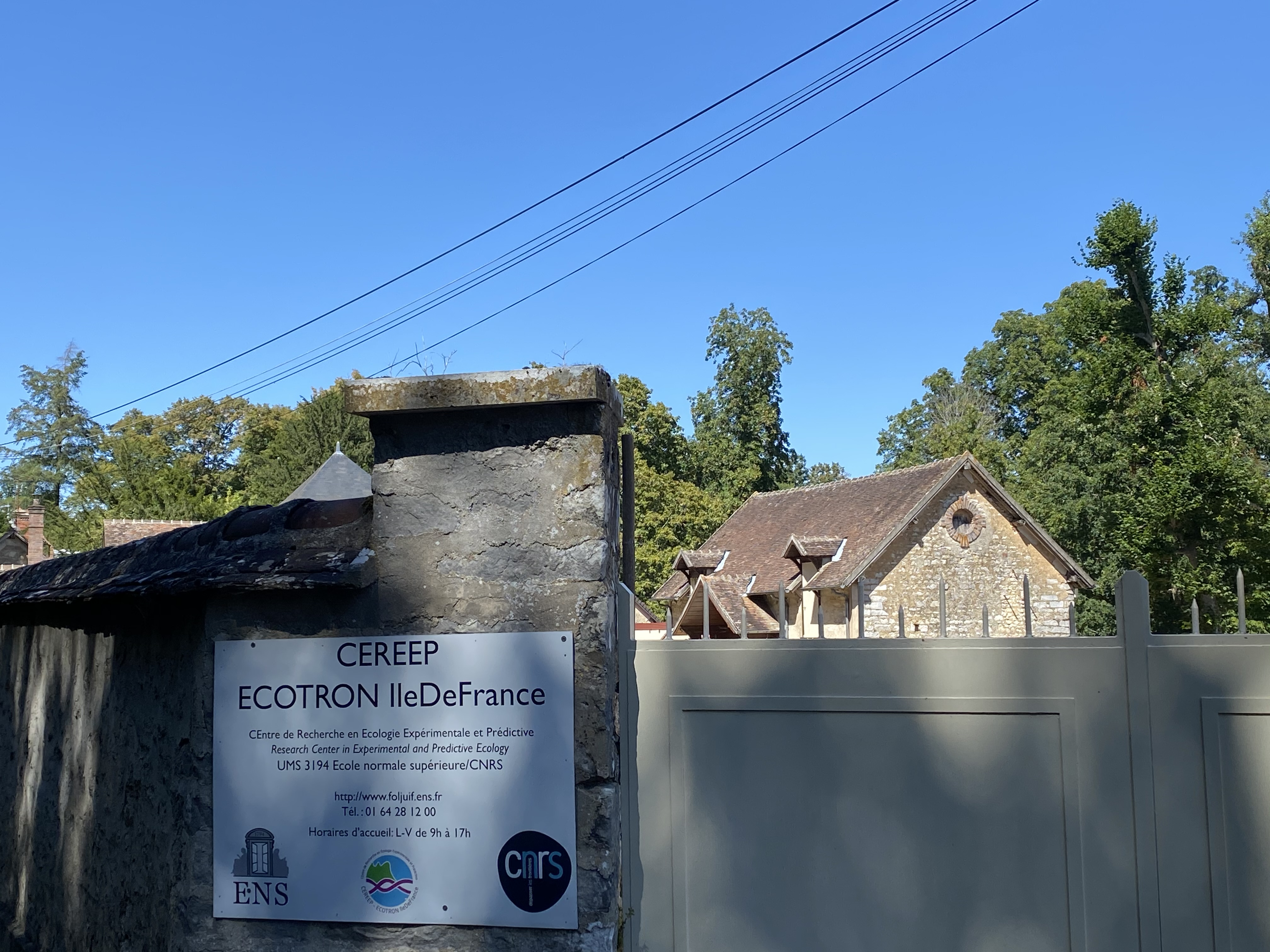
Entrée de l'Ecotron d'Île-de-France à Saint-Pierre-lès-Nemours

La TGIR Ecotrons du CNRS est utilisée pour étudier l’impact des modifications environnementales sur le fonctionnement des écosystèmes dans leur globalité. Elle comprend à l'heure actuelle l'Ecotron Européen de Montpellier situé sur le campus de Baillarguet et dont la première pierre a été posée par le CNRS le 2 octobre 2007 et l'Ecotron IleDeFrance situé sur le site de l'École normale supérieure à Foljuif en Seine-et-Marne et dont la première unité a été installée en 2008. Ces deux infrastructures permettent d'étudier principalement l'impact des variations de CO2, de la température et de l'hygrométrie, d'autres paramètres pouvant aussi varier à la demande dans l'Ecotron IleDeFrance.
Les chercheurs disposent de quatre approches spatiotemporelles possibles ;
- Le plateau « macrocosmes » en fonctionnement à Montpellier (12 enceintes de conditionnement de 35 m3 sous lumière naturelle, se succédant) permettra l'étude de réponses in situ et à « moyen terme » (3 à 5 ans) de systèmes biologiques contrôlés ou manipulés.
- Le plateau « mésocosmes » en cours de développement à Montpellier (24 modules sous lumière naturelle) qui peuvent être associés par deux ou par quatre. Ils sont consacrés aux études à court terme (de trois mois à deux ans).
- Le dispositif de l'ECOLAB (brevet CNRS-CESBRON 08/05951) en fonctionnement à Foljuif qui comprend trois cellules environnementales indépendantes et sous lumière artificielle autorisant ainsi le confinement de petits écosystèmes modèles dans des conditions de contrôle maximal par rapport aux autres dispositifs[11].
- Le plateau « microcosmes »en cours de développement à Montpellier offrira des plans de travail pouvant recevoir des microécosystèmes de 1 à 200 dm3, équipés de capteurs pour la mesure fine de processus biologiques de base (photosynthèse, respiration, transpiration…).

Des appels à propositions ou appels à manifestation d'intérêt inviteront les chercheurs français et des équipes internationales à proposer des expériences à réaliser dans cet équipement. Les Ecotrons ont été financés par le CNRS, le conseil régional de Languedoc-Roussillon et le conseil général de l'Hérault et par le conseil régional d'Île-de-France. Leur fonctionnement scientifique est coordonné par l'Institut Écologie Environnement du CNRS.

### En Angleterre
L'Ecotron de Silwood Park est partiellement fermé et les États-Unis d'Amérique envisagent le développement d'un dispositif inspiré des Ecotrons français (projet Variable Atmospheric Laboratory de l'Université d'Arizona).

## Exemples d'utilisation
Le CNRS cite à titre d'exemples quelques usages possibles pour un Écotron :
- Mise à l'épreuve de modèles ou théories écologiques et relatives à la complexité écologique et réponses physiologiques fonctionnelles d'organismes et communautés végétales ou microbiennes à l'échelle écosystémique, par les tests in situ et la reproductibilité des expériences
- Paramétrisation de modèles de dynamique des populations face à un changement d’aires de distribution induit par le dérèglement climatique
- Paramétrisation ou mise à l'épreuve de modèles de fonctionnement écosystémique ou d'organismes dans certains contextes
- Expression des gènes et interactions génotype-environnement, comparaison de réponses physiologiques et adaptatives de génotypes exposés à certaines variations de l'environnement
- Réponse des réseaux trophiques face aux contraintes ou modifications du milieu
- Mécanismes d'interactions durables, de complémentarité d'utilisation des ressources par différentes espèces
- Interactions climat/microclimats-biodiversité
- Conséquences écosystémiques d'événements extrêmes, et impacts sur la biodiversité
- Évaluation ou mise au point de techniques d'ingénierie écologique, dont au service des services écosystémiques (qui pourront aussi être mieux évalués, quantitativement et qualitativement)
- Fractionnement et discrimination isotopique
- Test et calibrage de capteurs et d'instrumentation utiles pour l'évaluation ou le biomonitoring de processus écosystémiques, etc.